# 豊臣秀吉 天下を獲る!
『豊臣秀吉 天下を獲る!』（とよとみひでよし てんかをとる）は、1995年（平成7年）1月2日の正午から午後11時52分までテレビ東京で放送された12時間超ワイドドラマ（のちの新春ワイド時代劇）である。主演は中村勘九郎（5代目。のちの18代目中村勘三郎）。全六部。テレビ東京開局30周年および松竹創業100年記念番組。2013年12月19日からKBS京都で木曜19時00分、2025年5月26日からBS11で月曜から金曜11時00分にて、1時間枠のため再編集版を放送している。

## 概要
- 第一部 「日吉丸天下へ旅立つ!」
- 第二部 「信長との出会い!侍大将への道」
- 第三部 「藤吉郎 美濃攻め大手柄」
- 第四部 「信長狂乱!本能寺燃ゆ!」
- 第五部 「秀吉 天下を獲る!」
- 第六部 「太閤秀吉 夢のまた夢」

## スタッフ
- 原作・脚本：長坂秀佳
- 監督：井上昭（1～2、6）、岡屋龍一（3～4）／杉村六郎（5）
- 音楽：井上堯之、長谷川雅大（音楽補）
- 主題歌：南こうせつ 「愛を宿して」（作詞：荒木とよひさ、作曲：南こうせつ、編曲：井上鑑）
- 殺陣：宇仁貫三
- 現像・テレシネ：IMAGICA
- 資料提供：戦国合戦絵屏風集成（中央公論社）
- 制作：金澤龍一郎（テレビ東京）、櫻井洋三（松竹）
- チーフプロデューサー：江津兵太（テレビ東京）、佐生哲雄（松竹）
- プロデューサー：小川治（テレビ東京）、佐々木淳一（松竹）
- 製作協力：松竹京都映画
- 製作：テレビ東京、松竹株式会社

## キャスト
- 日吉→木下藤吉郎→羽柴秀吉→豊臣秀吉：中村勘太郎（2代目。のちの6代目中村勘九郎）→中村勘九郎（5代目。のちの18代目中村勘三郎）
- 吉法師→織田信長：市川新之助→宅麻伸
- 竹千代→徳川家康：中村七之助→竹中直人
- お市の方：黒木瞳
- ねね→北政所：風吹ジュン
- 濃姫：森口瑤子
- 斎藤道三：渡辺哲
- 斎藤義竜：鷲生功
- 木下小一郎→羽柴秀長→豊臣秀長：田中隆三
- 犬千代→前田利家：上杉祥三
- なか→大政所：美保純→中村玉緒
- 木下弥右衛門：佐藤B作
- 竹阿弥：阿藤海
- 仁王：内山信二
- ガンマク：火野正平
- 一若：益岡徹
- とも：和泉ちぬ
- あさ→旭：安永亜衣
- 豊臣秀次：坂上忍
- 茶々（淀殿）：鶴田真由
- 生野：高島礼子
- おみね：沢村亜津佐
- 蜂須賀小六：市川左團次
- 竹中半兵衛：柄本明
- 黒田官兵衛：白竜
- 足利義昭：石橋蓮司
- 明智光秀：近藤正臣
- 明智秀満：安藤一夫
- 柴田勝家：六平直政
- 丹羽長秀：潮哲也
- 滝川一益：崎津隆介
- 佐々成政：中村仲二朗
- 佐久間信盛：朝日完記
- 石川数正：伊藤敏八
- 平手政秀：早川純一
- 福島正則：山口粧太
- 加藤清正：鴈龍太郎
- 林通勝：高峰圭二
- 今川義元：西園寺章雄
- 浅井久政：田中弘史
- 浅井長政：本田博太郎
- 清水宗治：及川以造
- 織田信秀：寺田農
- 土田御前：ひろみどり
- 織田信行：藤森周一郎
- 織田信孝：中村扇雀 (3代目)
- 織田信雄：沖田さとし
- 織田秀信：原田力
- 石田三成：草川祐馬
- 瀬名姫→築山殿：芦川よしみ
- お松：友里千賀子
- 尼僧：渡辺えり子
- 松平宏忠：西田健
- 於大の方：波乃久里子
- 千利休：岸部一徳
- 荻女：甲斐京子
- お可の方：栗田よう子
- ナレーター：橋爪功

| テレビ東京 12時間超ワイドドラマ | テレビ東京 12時間超ワイドドラマ | テレビ東京 12時間超ワイドドラマ      |
| 前番組                          | 番組名                          | 次番組                               |
| ------------------------------- | ------------------------------- | ------------------------------------ |
| 織田信長 （1994年）             | 豊臣秀吉 天下を獲る! （1995年） | 徳川剣豪伝 それからの武蔵 （1996年） |